# آرام مانوکیان (زاده ۱۸۷۹)
سارگیس هاروتیونی هوهانسیان (به ارمنی: Սարգիս (Սերգեյ) Հարությունի Հովհաննիսյան) (به انگلیسی: Sargis Hovhannisian) که با نام آرام مانوکیان شناخته می‌شود (ارمنی: Արամ Մանուկեան, reformed: Արամ Մանուկյան؛ ۱۹ مارس ۱۸۷۹ – ۲۹ ژانویهٔ ۱۹۱۹) سیاست‌مدار، میهن‌پرست، فعال سیاسی-اجتماعی، مؤسس و اولین وزیر کشور و تدارکات اولین جمهوری ارمنستان بود. وی شخص معروف سیاسی در تاریخ معاصر ارمنستان محسوب می‌شود.

## زندگی‌نامه
وی در شوشی و ایروان تحصیل نمود. مانوکیان از اعضای فدراسیون انقلابی ارمنی بود. در اواخر ۱۹۱۲ میلادی به وان بازگشت. در سال ۱۹۱۵ مانوکیان فرماندار موقت وان بود. در ۱۹ ژانویه ۱۹۱۹ بر اثر بیماری تیفوس درگذشت.

## سمت‌ها
- اولین وزیر کشور و تدارکات اولین جمهوری ارمنستان (۱۹۱۸)
- فرماندار موقت وان (۱۹۱۵)

## نگارخانه

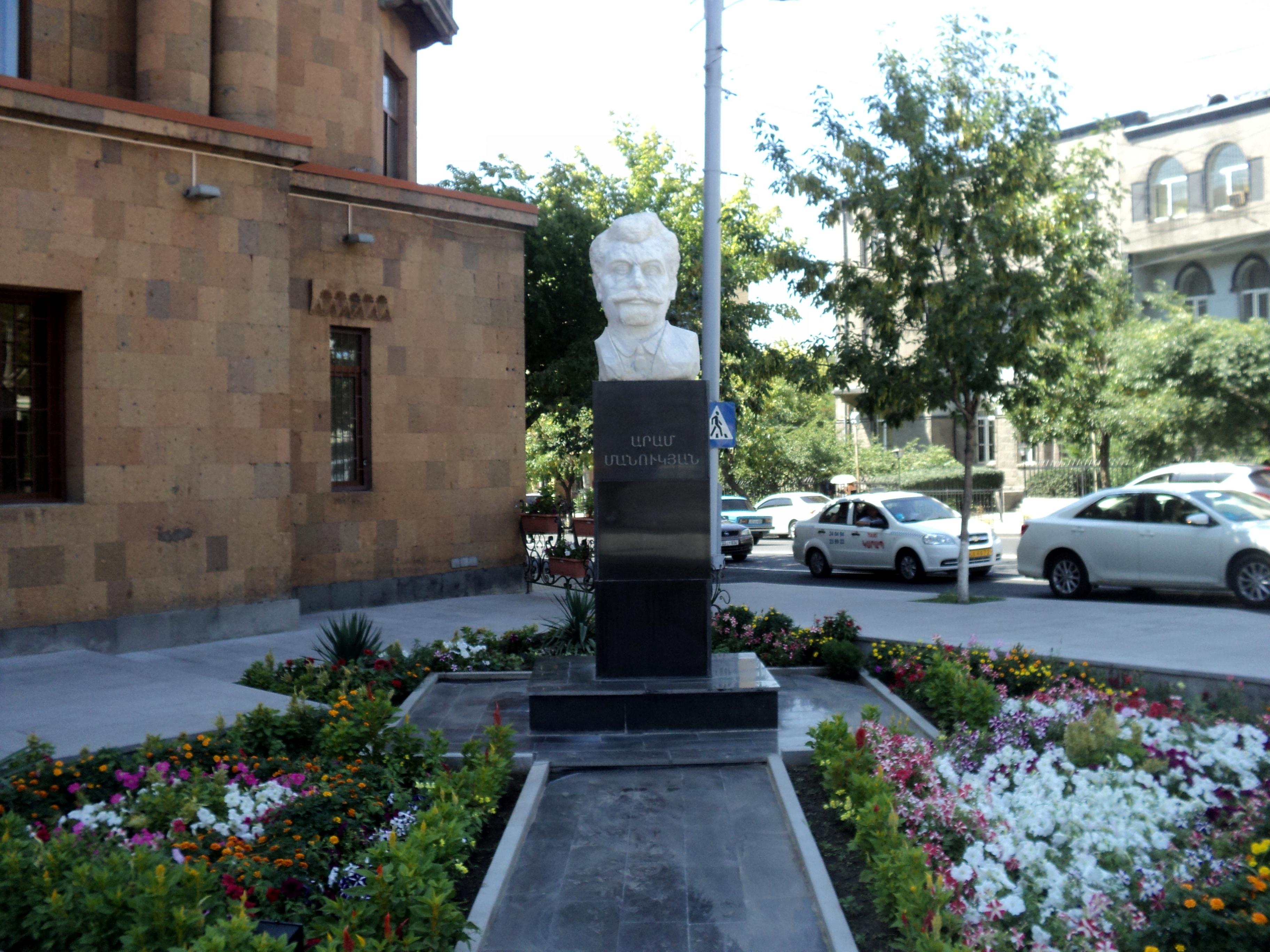
نیمه تنه آرام مانوکیان

## توضیحات
1. ↑  as the delegate of the Armenian National Council. "The Armenian provincial council was created in December at a conference sponsored by Bishop Khoren of Erevan. Yet the region lacked a strong and experienced leadership. In Tiflis, the Russian Armenian National Council delegated Aram Manukian to fill the gap.[۱]
2. ↑  "The vali had clearly anticipated the 18 May arrival from the north of the Russian vanguard, with the volunteer battalion under Vartan’s command at its head. The next day, Major-General Nikolayev’s division arrived. To avoid a political vacuum, the Russian commander appointed Aram Manukian provisional governor of Van and authorized him to create a local administration. It functioned to the end of July."